# Palmipenna aeoleoptera
Palmipenna aeoleoptera là một loài côn trùng trong họ Nemopteridae thuộc bộ Neuroptera. Loài này được Picker miêu tả năm 1987.